# Lozen (distrikt i Veliko Tărnovo)
Lozen (bulgariska: Лозен) är ett distrikt i Bulgarien.   Det ligger i kommunen Obsjtina Strazjitsa och regionen Veliko Tărnovo, i den centrala delen av landet, 220 km öster om huvudstaden Sofia.